# Kouris

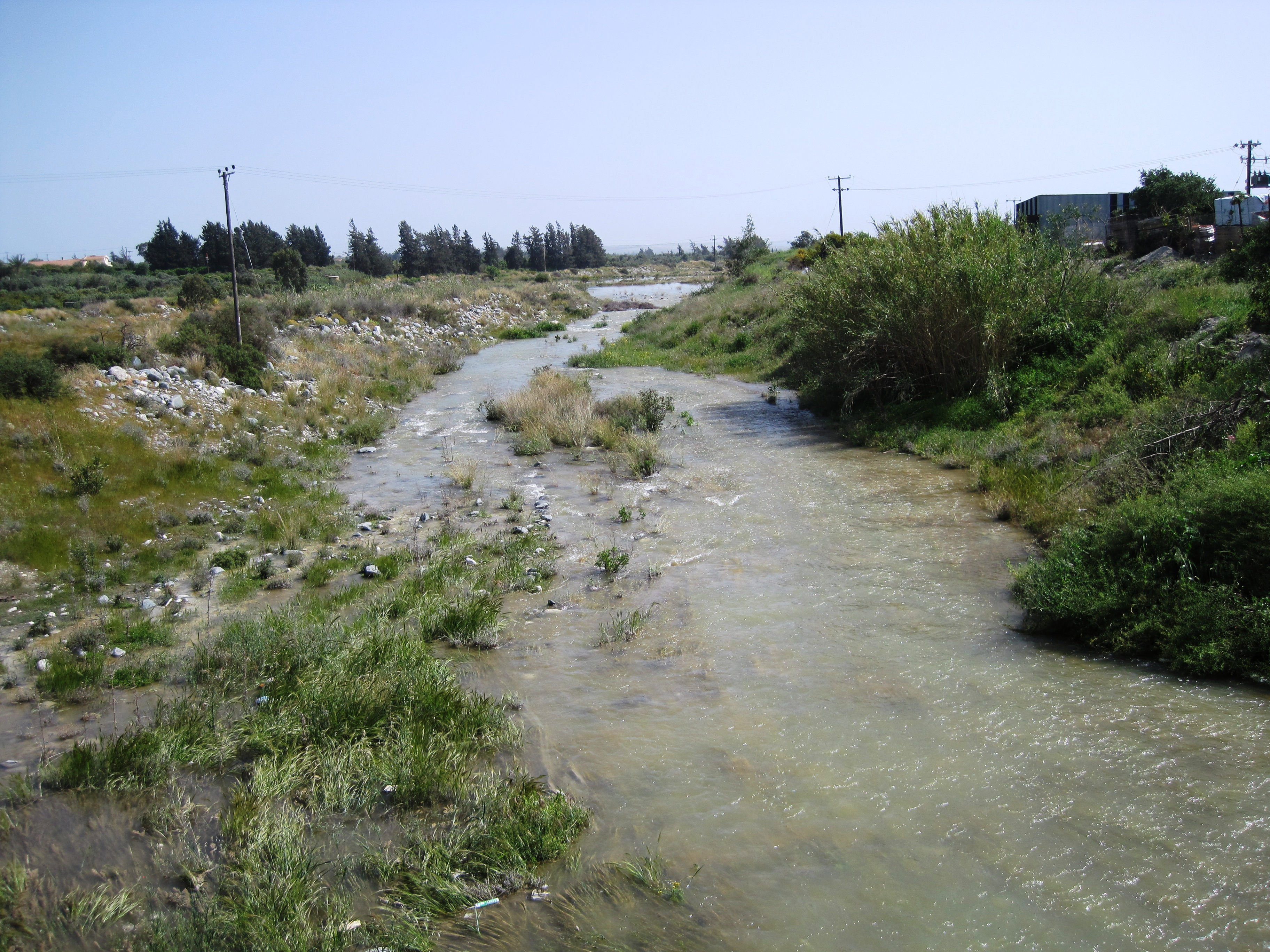
Benedenstroom van de Kouris

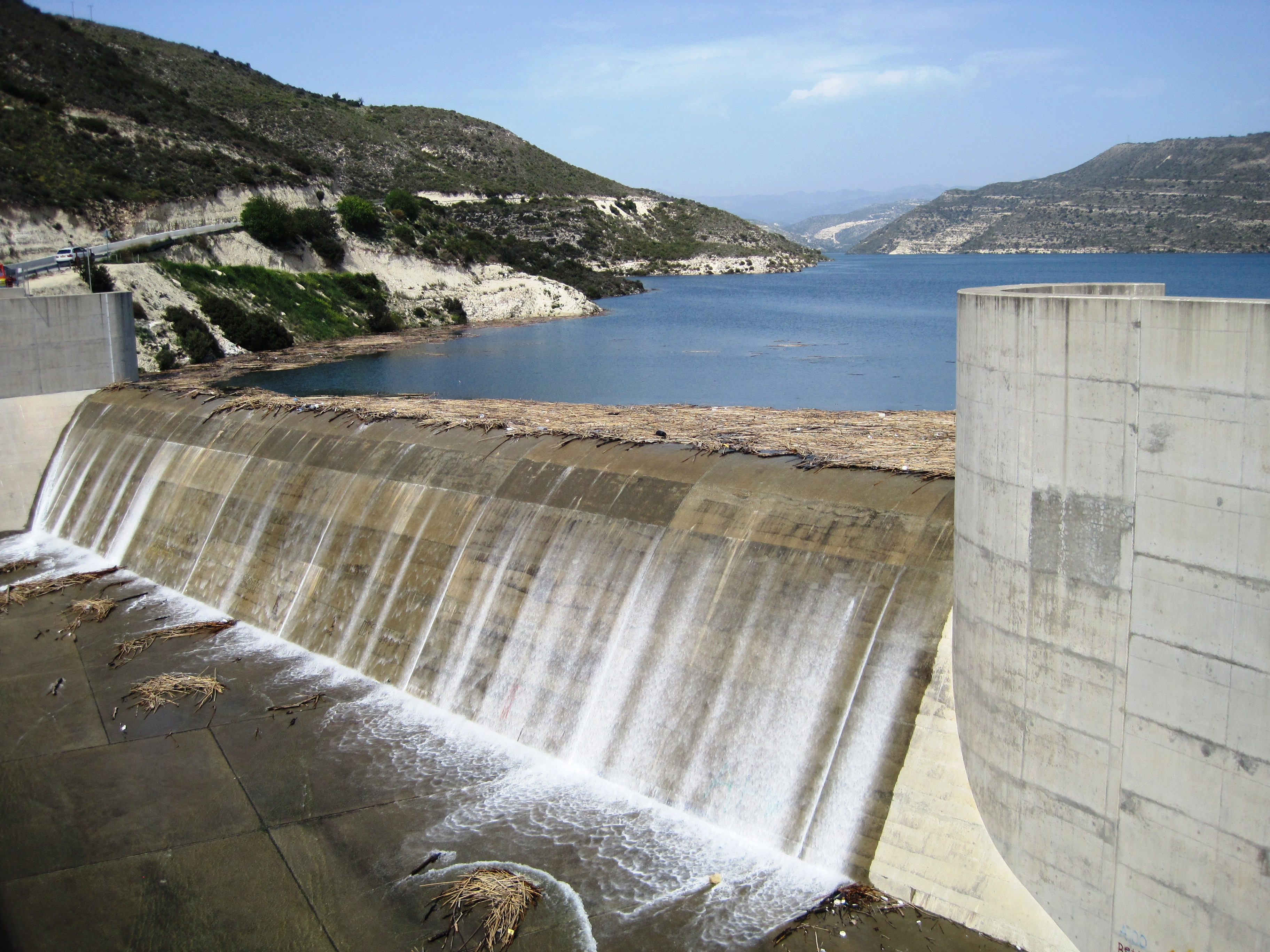
De Kourisdam

De Kouris (Grieks: Κούρης, Turks: Kuris) is een 38 kilometer lange rivier in Cyprus. Deze waterweg ontspringt in het Troödosgebergte, doorkruist het district Limasol en eindigt in de Middellandse Zee bij Kourion. Er resteert weinig van de benedenstroom van de Kouris sinds de voltooiing van de Kourisdam in de jaren 1980. Door deze ingreep ontstond er ten noorden van de dam een zoetwaterbekken. Het dorp Erimi is gesitueerd op de oostoever van de Kouris, terwijl Kantou en Episkopi aan de westzijde liggen. 
Omstreeks 1870 verkende de Italiaans-Amerikaanse soldaat en amateurarcheoloog Luigi Palma di Cesnola het gebied rond de riviermonding en beschreef de bevindingen in zijn verslaglegging.